# ポルトカロピタ

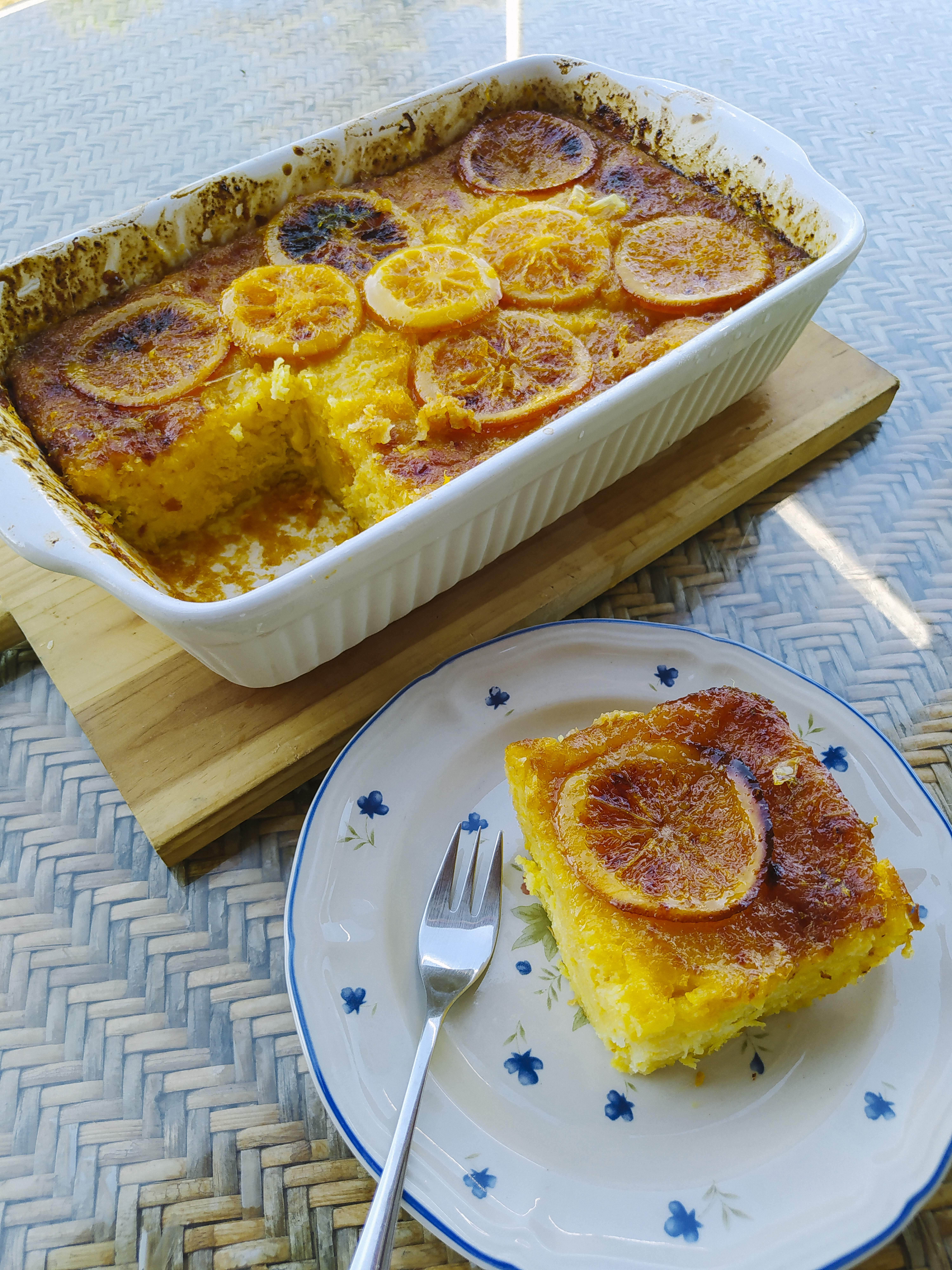
ポルトカロピタの例

ポルトカロピタ（ギリシア語: Πορτοκαλόπιτα、英語: Portokalópita）は、ギリシャのケーキ。「πορτοκάλι（portokáli）」は「オレンジ」、「πιτα（pita）」は「ケーキ」の意であり、その名の通りにオレンジを主材料としたケーキである。
ポルトカロピタはギリシャで非常に人気が高く、通常はコーヒーと共にデザートとして食されている。ギリシャで「シロピアスタ（ギリシア語: Σιροπιαστό、英語: siropiasta）」と総称される濃いシロップをたっぷりと染み込ませている甘い菓子の1種であり、トルコや中東のバクラヴァに似る。見た目はスポンジケーキのようであるが、フィロ生地を乾燥させて細断して、ギリシャヨーグルト、卵、オレンジの果汁を混ぜたものを加えた生地である。オレンジを煮込んだシロップは、バニラやシナモンで風味づけされることもあり、そのシロップを上からかける。シロップが完全に生地に吸収され、風味が馴染んだ翌日や翌々日に食される。食感はふんわりとしていて、ジューシーである。
オレンジはギリシャ料理には定番の食材であり、ペロポネソス半島南部（特にラコニア県とアルゴリダ県）、ギリシャ北西部のアルタやヒオス島で栽培されている。